# Équipe de Suisse de football en 1973
Cet article présente les résultats de l'équipe de Suisse de football lors de l'année 1973.

## Bilan
|           | Nombre de matchs | Victoires | Défaites | Matchs nuls | Buts marqués | Buts encaissés |
| Domicile  | 3                | 2         | 0        | 1           | 2            | 0              |
| Extérieur | 3                | 1         | 2        | 0           | 1            | 4              |
| Neutre    | 0                | 0         | 0        | 0           | 0            | 0              |
| Total     | 6                | 3         | 2        | 1           | 3            | 4              |

## Matchs et résultats
| Éliminatoires CM 1974                    | Luxembourg | 0 - 1   | Suisse       | Stade municipal, Luxembourg                  |                                              |
| 8 avril 1973 · Historique des rencontres |            | (0 - 1) | 20e Odermatt | Spectateurs : 8 405 Arbitrage : Franz Wöhrer | Spectateurs : 8 405 Arbitrage : Franz Wöhrer |
| 8 avril 1973 · Historique des rencontres | Rapport    |         |              | Spectateurs : 8 405 Arbitrage : Franz Wöhrer | Spectateurs : 8 405 Arbitrage : Franz Wöhrer |

| Éliminatoires CM 1974                  | Suisse  | 0 - 0 | Turquie | Stade Saint-Jacques, Bâle                        |                                                  |
| 9 mai 1973 · Historique des rencontres |         |       |         | Spectateurs : 52 000 Arbitrage : Gyula Emsberger | Spectateurs : 52 000 Arbitrage : Gyula Emsberger |
| 9 mai 1973 · Historique des rencontres | Rapport |       |         | Spectateurs : 52 000 Arbitrage : Gyula Emsberger | Spectateurs : 52 000 Arbitrage : Gyula Emsberger |

| Match amical                             | Suisse        | 1 - 0   | Écosse | Wankdorf, Berne                                   |                                                   |
| 22 juin 1973 · Historique des rencontres | Mundschin 62e | (0 - 0) |        | Spectateurs : 10 000 Arbitrage : Achille Verbecke | Spectateurs : 10 000 Arbitrage : Achille Verbecke |
| 22 juin 1973 · Historique des rencontres | Rapport       |         |        | Spectateurs : 10 000 Arbitrage : Achille Verbecke | Spectateurs : 10 000 Arbitrage : Achille Verbecke |

| Éliminatoires CM 1974                         | Suisse      | 1 - 0   | Luxembourg | Allmend, Lucerne                                 |                                                  |
| 26 septembre 1973 · Historique des rencontres | Blättler 2e | (1 - 0) |            | Spectateurs : 18 000 Arbitrage : Wolfgang Riedel | Spectateurs : 18 000 Arbitrage : Wolfgang Riedel |
| 26 septembre 1973 · Historique des rencontres | Rapport     |         |            | Spectateurs : 18 000 Arbitrage : Wolfgang Riedel | Spectateurs : 18 000 Arbitrage : Wolfgang Riedel |

| Éliminatoires CM 1974                       | Italie                       | 2 - 0   | Suisse | Stade olympique, Rome                                    |                                                          |
| 20 octobre 1973 · Historique des rencontres | Rivera 39e (pen.) · Riva 79e | (1 - 0) |        | Spectateurs : 90 000 Arbitrage : Antonio Camacho Jiménez | Spectateurs : 90 000 Arbitrage : Antonio Camacho Jiménez |
| 20 octobre 1973 · Historique des rencontres | Rapport                      |         |        | Spectateurs : 90 000 Arbitrage : Antonio Camacho Jiménez | Spectateurs : 90 000 Arbitrage : Antonio Camacho Jiménez |

| Éliminatoires CM 1974                        | Turquie                 | 2 - 0   | Suisse | İzmir Atatürk, İzmir                             |                                                  |
| 18 novembre 1973 · Historique des rencontres | Türkan 51e · Atacan 54e | (0 - 0) |        | Spectateurs : 80 000 Arbitrage : Robert Davidson | Spectateurs : 80 000 Arbitrage : Robert Davidson |
| 18 novembre 1973 · Historique des rencontres | Rapport                 |         |        | Spectateurs : 80 000 Arbitrage : Robert Davidson | Spectateurs : 80 000 Arbitrage : Robert Davidson |